# 熊田篤嗣
熊田 篤嗣（くまだ あつし、1971年3月3日 - ）は、日本の政治家。衆議院議員（1期）、減税日本総務会長などを歴任した。

## 経歴
滋賀県長浜市生まれ。愛知県名古屋市で育ち、愛知県立旭丘高等学校、京都大学法学部卒業。三菱電機勤務を経て参議院議員・福山哲郎、衆議院議員・吉田治らの秘書を務める。
2003年の第43回衆議院議員総選挙、2005年の第44回衆議院議員総選挙に大阪1区より出馬するも、中馬弘毅に敗北した。2009年に三度目の挑戦で初当選した。
2011年から2012年、国土交通委員会、科学技術推進特別委員会、海賊・テロ対策特別委員会に所属。
2011年3月19日、福島第一原発政府・東電総合対策本部にサポートメンバーの一人として携わる。リモートコントロール化（ロボット化）担当として、放射線量の高い事故現場に投入するロボットを、調達したり開発したりするチームに属し活動。
2012年の消費増税をめぐる政局では、6月26日の衆議院本会議前に宮崎岳志、福田衣里子、福島伸享、村井宗明らと記者会見を開いて造反する意向を示し、同法案の採決では、党の賛成方針に反して反対票を投じた（社会保障制度改革推進法案・認定こども園法改正案には賛成）。民主党は7月3日の常任幹事会で党員資格停止2カ月の処分とする方針を決定し、7月9日の常任幹事会で正式決定した。
2012年7月6日、消費増税関連法案の衆院採決で造反し党に残った当選1回の衆院議員12人と共に、「真の一体改革を実現する一期生の会 （真実の会）」を結成。福田衣里子衆院議員と共に代表世話人に就任。後に人数は、26人（衆院議員23人、参院議員3人）になった。8月7日、真実の会のうち、24人の連名で、前原誠司政調会長に、「社会保障と税の一体改革について再修正の提案」を申し入れた。8月10日、真実の会の代表者として、声明文を発表し記者会見を行う。23人の連名で、9月民主党代表選に向け、候補者擁立も視野に思いを一つに行動することを宣言。
2012年10月29日、「党に限界を感じた」として民主党に離党届を提出（民主党は11月21日の常任幹事会で離党届を受理せず除籍処分とすることを決定した）。10月30日に河村たかし名古屋市長が率いる地域政党減税日本に入党。
2012年11月27日、日本未来の党に合流。2012年12月16日の第46回衆議院議員総選挙に日本未来の党公認で大阪1区より出馬するも、落選。2014年12月に行われる第47回衆議院議員総選挙に大阪1区から出馬を模索するも、最終的に断念した。
2017年6月15日、自由民主党の派閥である志帥会への入会をSNS上で明かした。
2018年12月5日、自由民主党により第25回参議院議員通常選挙の参議院比例区の候補として公認された。
2019年7月21日投開票の同選挙に比例区で出馬するも落選した。

## 不祥事
2019年9月20日、参院選公示前に自身への投票を呼び掛ける文書を配ったとして、公職選挙法違反(事前運動、文書頒布)で略式起訴され、9月30日、罰金10万円の略式命令を受けた。

## 政策
- 選択的夫婦別姓導入に「反対」としている[24]。

## 所属していた団体・議員連盟
- 太陽光発電推進議員連盟 事務局長
- 無年金障害者問題を考える議員連盟 事務局長
- ITER等核融合エネルギー実現推進議員連盟（超党派）事務局次長
- 道州制懇話会（超党派）事務局次長
- 焼肉を考える議員連盟 幹事 [25]